# Ухань-Гурни
Ухань-Гурни (пол. Uchań Górny) — село в Польщі, у гміні Лишковиці Ловицького повіту Лодзинського воєводства.
Населення — 117 осіб (2011).
У 1975-1998 роках село належало до Скерневицького воєводства.

## Демографія
Демографічна структура станом на 31 березня 2011 року:
|          | Загалом | Допрацездатний вік | Працездатний вік | Постпрацездатний вік |
| -------- | ------- | ------------------ | ---------------- | -------------------- |
| Чоловіки | 62      | 17                 | 35               | 10                   |
| Жінки    | 55      | 9                  | 31               | 15                   |
| Разом    | 117     | 26                 | 66               | 25                   |